# Tengeliö
La Tengeliö (Tengeliönjoki en finnois, Tengeli älv en suédois) est une rivière du Nord-Ouest de la Finlande, en Laponie. Elle tire son nom du petit village de Tengeliö dans la commune d'Ylitornio.

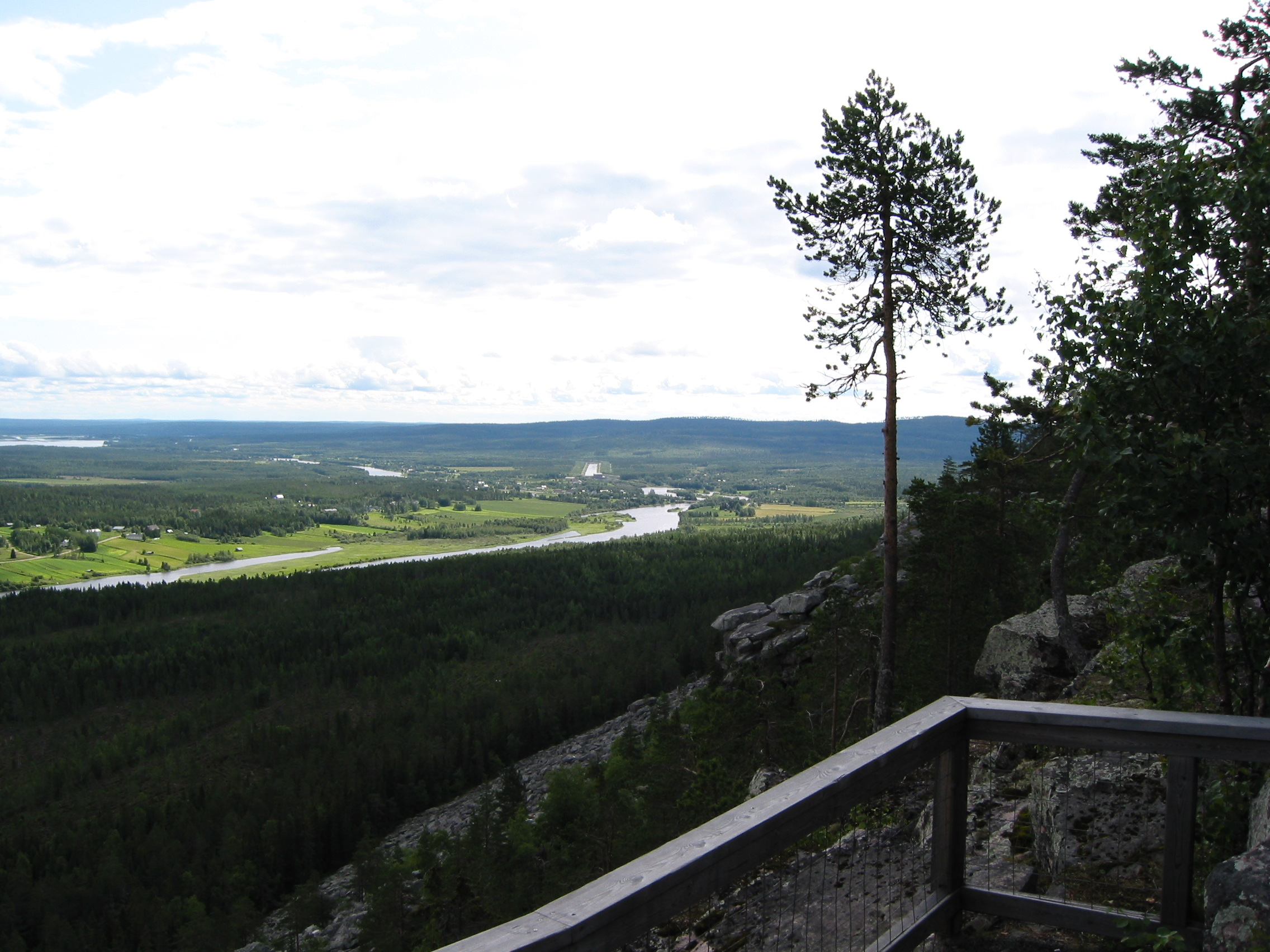
La Tengeliö quittant le lac de Portimo (en haut à gauche) et se dirigeant vers Aavasaksa (au premier plan). Le canal débouchant sur le village de Tengeliö (au centre) permet de contourner les rapides de Portimo.

Prenant sa source au lac Mieko à 77 mètres d'altitude, elle parcourt en tout 51 kilomètres, en totalité sur le territoire de la municipalité d'Ylitornio. Après avoir parcouru une dizaine de kilomètres vers le sud jusqu'aux lacs Iso-Lohi et Vähä-Lohi, la rivière bifurque vers l'ouest. Peu avant son embouchure, elle parcourt une large courbe vers le nord pour contourner le mont Aavasaksa avant de se jeter dans la Torne dont elle constitue le dernier affluent majeur avant son embouchure au fond de la baie de Botnie. La faible perte d'altitude, limitée à 29 mètres sur la totalité du parcours, n'a pas empêché pas la formation de rapides comme ceux de Portimo ou de Luonio.
Son bassin a une superficie de 3 160 km2, dont 8,5 % sont recouverts par des lacs. On trouve en tout trois ouvrages hydroélectriques dans ce bassin collecteur.